# Guardaparque
El Guardaparque es "la persona implicada en la protección práctica y preservación de todos los aspectos de áreas silvestres, sitios históricos y culturales. Los guardaparques proporcionan las oportunidades recreativas e interpretación de sitios, a la vez de proporcionar eslabones entre las comunidades locales, las áreas protegidas y la administración del área".

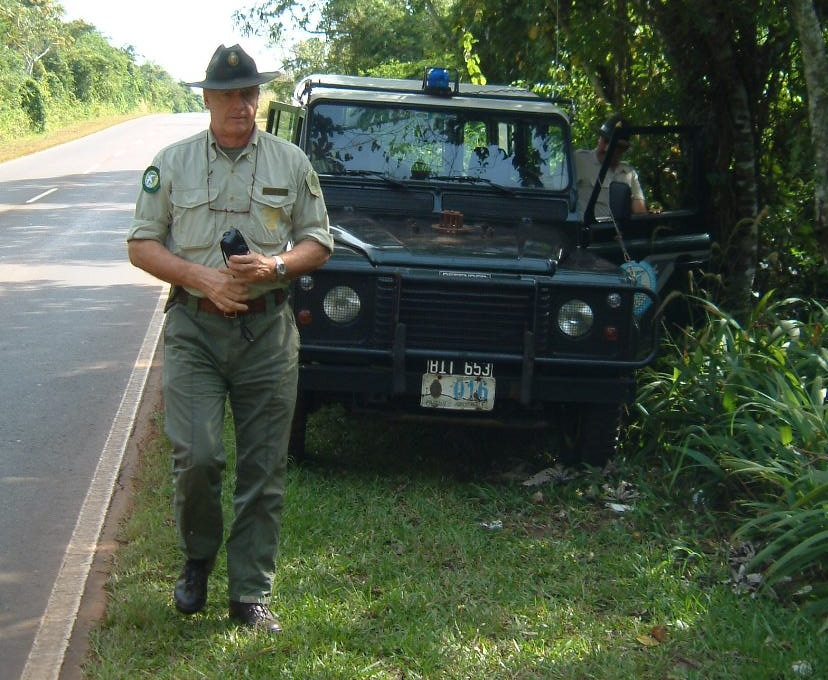
Uniforme y patrulla de guardaparque del parque nacional Iguazú.

Las tareas del Guardaparque pueden especializarse según las necesidades del área, control y vigilancia, educación ambiental, apoyo a la investigación, atención al público, etc. Por esta razón existen distintas formas de llamar al Guardaparque, como Guarda forestal, Guardabosque, Guardafauna, pero más allá de la diversificación, el espíritu es el mismo, la conservación de la naturaleza.

## Funciones

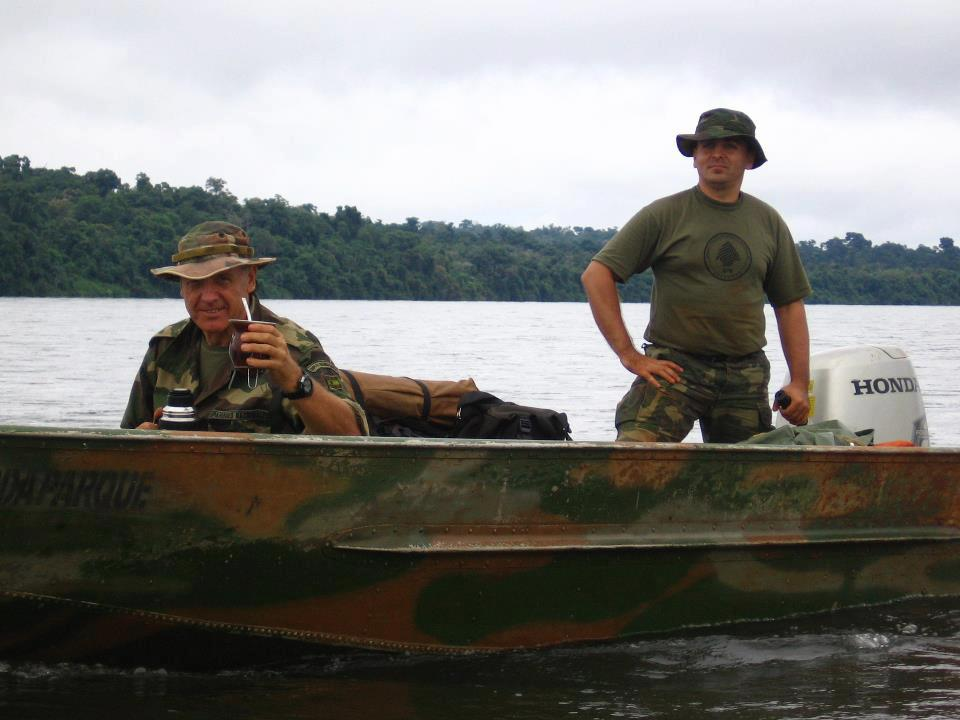
Jorge Cieslik (izquierda) conocido guardaparque argentino en una patrulla de vigilancia por el río Iguazú en función del cuidado del Parque Nacional Iguazú.

Las funciones del guardaparque son las de preservar la naturaleza del parque donde les toca desempeñarse, son controladores de la pesca, de la caza, de la flora y de la fauna.
La tarea de control hace necesario que se transporten a caballo, en lanchas o en vehículos de tracción en las cuatro ruedas.
Los guardaparques atienden la tarea de fiscalización del aprovechamiento forestal, son combatientes de incendios y forman parte del manejo del fuego en la jurisdicción donde desempeñan sus servicios.

## Estudios

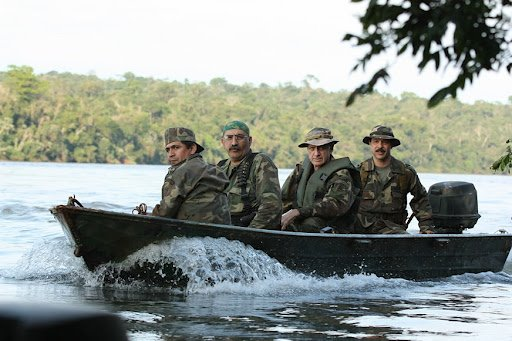
Guardaparques (park rangers, en inglés) patrullando en Puerto Iguazú, Argentina, en la frontera con Brasil y Paraguay

En Argentina se puede estudiar la carrera de Guardaparque, obteniéndose el título de Guardaparque o Técnico Universitario en Guardaparque. La duración de las carreras son de dos años y medio a tres años. Algunas Universidades Nacionales dictan estas carreras, tales como la Universidad Nacional del Nordeste, la Universidad Nacional de Misiones, y la Universidad Nacional de la Patagonia San Juan Bosco, esta última a través de la Facultad de Cs. Naturales y Cs. de la Salud en la Sede Esquel. Estas carreras poseen reconocimiento nacional a través del Ministerio de Educación. En la ciudad de Buenos Aires y en Mendoza se dicta la carrera en institutos terciarios y en Córdoba a través de la Universidad Provincial de Córdoba (3).

## Día del guardaparques
En Argentina, el 9 de octubre de cada año se celebra el día del guardaparque, la fecha es recordatoria de la fundación de la Administración de Parques Nacionales, que fuera creado el 9 de octubre de 1934, por ley nacional Nº12.103 (no obstante ello, recién en el año 1970 se institucionalizó el Servicio Nacional de Guardaparques por ley Nª Ley Nro 18.594.

## Día del Guardaparques en Venezuela
En Venezuela, El Día Nacional de Guardaparques es el 13 de febrero de cada año, instituido a propósito de la creación del Primer parque nacional, en 1937, vía decreto Nacional por el General Eleazar López Contreras, y bajo el nombre de parque nacional Rancho Grande, ubicado en el Edo. Aragua y parte del Edo. Carabobo. Este Parque es hoy conocido como Henri Pittier, a partir del cambio de nombre realizado en 1953, en honor a un geógrafo, botánico y etnólogo suizo, quien llegó a Venezuela en 1917. El 13 de febrero de 1992 un grupo de más de 50 guardaparques reunidos en el parque nacional Henri Pittier, crearon “El Día del Guardaparques”, fecha que siempre ha sido propicia para rendir homenaje a estos servidores públicos.
Los Guardaparques trabajan los 365 días del año y durante las 24 horas del día para salvaguardar aquellas regiones que han sido protegidas por el Estado Venezolano por su belleza escénica natural, o por la flora de importancia nacional que en ellas se encuentra, denominadas Parques Nacionales y Monumentos Naturales.
Ser Guardaparques es defender la naturaleza contenida en nuestros 43 Parques Nacionales y 22 Monumentos Naturales.
El 3 de octubre de 1973 se fundó el Instituto Nacional de Parques (INPARQUES) que es un Instituto que administra y maneja todo el sistema de parques y monumentos nacionales.

## Día del Guardarrecursos o Guardaparques en El Salvador
En El Salvador se declara Día Nacional de Guardarrecursos el día 22 de abril de cada año, mediante Decreto ejecutivo Número 311, publicado en el Diario Oficial Número 93, Tomo 363. Emitido el 22 de abril de 2004 y Publicado el 21 de mayo del mismo año.

## Otros países de América
En Chile existen guardaparques y se rigen por un manual de procedimientos. Celebran su día nacional el 30 de septiembre.